# Crimson Avenger
Crimson Avenger è il nome di tre diversi personaggi immaginari, supereroi presenti nell'Universo DC.

## Biografia dei personaggi

### Lee Walter Travis
Il Crimson Avenger originale fece la sua prima comparsa in Detective Comics n. 20, nell'ottobre 1938. Il ricco giornalista di nome Lee Walter Travis, per combattere il crimine, assunse l'identità di Crimson Avenger.
Inizialmente, Travis indossava un trench rosso, un cappello fedora, ed una maschera rossa che gli copriva parzialmente il volto; eccetto per il colore rosso, era molto somigliante al personaggio dell'Uomo Ombra. Era accompagnato da un fedele autista/partner, e utilizzava una pistola a gas per sopraffare i criminali, nello stesso modo del Calabrone Verde. La loro popolarità, in forte crescita, l'indurrà a cambiare costume: una calzamaglia rossa, stivali gialli, tipici slip da supereroe, una cresta e il simbolo del "sole" sul petto, che recentemente si scoprì essere un foro di proiettile stilizzato.
Crimson Avanger fu addestrato nel combattimento corpo a corpo nel Nanda Parbat. Mentre si trovava lì, vide il futuro di un eroe senza nome, che si scoprì poi essere Superman, così come il suo grande altruismo e la sua morte per mano del Doomsday. Tutto ciò lo convinse a ritornare in America e a combattere il crimine, prima come proprietario di un giornale libero dalla corruzione, e successivamente come combattente del crimine mascherato.
Nella sua identità mascherata, portò con sé, sia pistole convenzionali che una pistola speciale in grado di dispensare una cortina di fumo rosso brillante.
Anni dopo, morì salvando la sua città da una petroliera in procinto di saltare in aria, vicino al porto.
La Justice League of America possedeva una versione del suo primo costume, presente ogni volta che un nuovo membro entrava nella squadra, come omaggio allo status di Crimson Avenger, il primo combattente del crimine in costume.

### Albert Elwood
Albert Elwood comparve solo una volta come Crimson Avenger, in World's Finest Comics n. 131, nel febbraio 1963, in una storia dal titolo, The Mystery od the Crimson Avenger. Eccentrico inventore, Albert prese il mantello degli Avenger aiutando Superman, Batman e Robin a sventare le rapine della Octopus Gang. Elwood aiutò gli eroi a catturare la gang, e si ritirò subito dopo. Possedeva diversi gadget sofisticati, ma i suoi sforzi si rivelarono controproducenti, più un impiccio che un aiuto. Menzionò al fatto che aveva "preso il nome di un ex uomo della legge", accennando all'ormai defunto Crimson Avenger originale. Si sa solo che questo Crimson Avenger abitava su Terra-Due, tuttavia l'Elwood della Terra-1 non fu mai identificato.

### Jill Carlyle
Da allora, comparve un altro Crimson Avenger, Jill Carlyle. Questo personaggio, come l'El Diablo originale, servì come Spirito della Vendetta minore. Era una donna afro-americana, con i poteri del teletrasporto e dell'intangibilità. In un flashback, si vide che studiò legge e che perse una causa in cui l'imputato era chiaramente colpevole. Ottenne un paio di pistole Colt, appartenute originariamente al primo Crimson Avenger utilizzando per vendicarsi giustamente dei criminali sconosciuti. Queste pistole erano maledette in quanto, se non venivano utilizzate per vendicarsi, lui o lei veniva maledetto/a cacciando e uccidendo coloro che prendevano vite innocenti. Come parte della maledizione, un foro di proiettile sempre sanguinante comparve sul suo petto.
Quando ottiene una nuova missione, Jill rivive mentalmente la morte della vittima, e quindi si teletrasporta nel luogo in cui venne seppellita. Qui, ottenne i ricordi di coloro le cui morti stava vendicando. Le sue pistole non sbagliarono mai, non finivano mai le munizioni, e non avevano grilletto. I proiettili erano in grado di penetrare ogni materiale, e potevano ferire eroi invulnerabili come Superman e Power Girl, così come potevano spaccare l'involucro armaturizzato di Capitan Atomo. Sembrava quasi che le pistole agissero da sole, infatti Crimson Avenger disse di aver dovuto evitare che sparassero a coloro che si mettevano tra lei e l'obiettivo. La sua intangibilità non funzionava contro le sue stesse armi o le forze magiche, e finché la maledizione era in corso, lui o lei sembrava essere immortale. Una volta, questa sconosciuta tentò di suicidarsi con le sue stesse armi, ma tutto ciò finì per terminare la sua "missione" corrente ed assegnarla alla successiva.
Fu membro della Justice Society of America nel corso dell'episodio, "Stealing Thunder", all'epoca, la squadra era a corto di eroi, poiché Ultra-Humanite utilizzò Thunderbolt per impadronirsi del mondo: la sua missione fu quella di vendicare la morte di Lee Travis, rivelando che l'esplosione che lo uccise fu causata proprio da Ultra-Humanite. Ritornò successivamente in JSA n. 52 e n. 53, dando la caccia a Wildcat per aver accusato un uomo di nome Charles Durham per un crimine che non aveva commesso. Scoprì poi che Wildcat punì Durham per l'omicidio di suo fratello, di sua cognata e di suo nipote, dopo che suo fratello uccise la fidanzata di Durham. Dato che il procuratore distrettuale non si era mosso contro Durham, e che stava per essere rilasciato dopo aver ucciso un'intera famiglia, la vicenda spinse Wildcat a creare delle prove false che lo incolpavano della morte della sua fidanzata. Mentre lei portava avanti il suo piano maledetto, tentò di capire come Travis si spogliò della maledizione delle pistole, iniziando a capire che non era sempre in contatto con gli spiriti degli innocenti.
Anche se venne attaccata dal potere dello Spettro in un episodio del 2005 di JSA, Crimson Avenger fu visto al Penitenziario di Blackgate, mentre combatteva contro dei criminali che tentavano di evadere, durante l'evasione di massa mondiale che la Society combatté nell'episodio, Villains United: Infinite Crisis Special n. 1. Successivamente comparve anche come Crimson Avenger, al fianco di Vigilante e Wild Dog: la si può notare su di un tetto nella grande Battaglia di Metropolis, sparando all'impazzata sui Trigger Twins, sui Madmen e Spellbinder. Comparve come altri eroi e criminali rapiti dagli alieni negli episodi di Action Comics n. 842 e n. 843. Altri eroi liberarono coloro che erano intrappolati: si vide il Vigilante combattere contro le forze di sicurezza. Infine la si nota sparare contro un supercriminale noto come Catalyst, dopo che Prometheus creò un diversivo inviando una truppa di supercriminali contro gli eroi mondiali, ma il vero obbiettivo di Prometheus era un altro.

## Altre versioni
- In Kingdom Come, Alex Ross interpretò il personaggio come un demone gigantesco imprigionato in un gulag. Chiamandolo "King Crimson", in riferimento al gruppo musicale omonimo, il suo aspetto richiama quello del tipico superero, la reincarnazione pulp del suo costume.
- Nelle pagine del fumetto, L.E.G.I.O.N., anche Garv assunse un'identità mascherata dopo aver abbandonato la squadra, con il nome di Crimson Avenger. La Abbandonò verso la fine della serie, dopo essere ritornato nel gruppo.
- In Blue Griffin Comics, nel tentativo di breve durata del fumetto, il protagonista avrebbe dovuto interpretare un personaggio con il nome di Crimson Avenger. Il suo costume era strettamente correlato al tipico in stile supereroistico, dotato di sgargianti stivali rossi, guanti, slip e mantello, mentre il resto del costume e della maschera erano di un colore rosso, estremamente scuro. Il costume sfoggiava una "C" crestata sul petto ed era dotato di poteri di manipolazione dell'energia simili a quelli di Lanterna Verde, tuttavia non poteva trasformare le sue proiezioni energetiche in oggetti.

## Altri media
- Crimson Avenger, Lee Travis, è membro della Justice League nella serie animata, Justice League Unlimited. Il personaggio interpreta numerosi ruoli senza battute, tranne uno piccolo nell'episodio "Piccolo maialino", dove fu doppiato in originale dal doppiatore inglese di Batman, Kevin Conroy. Comparve poi anche nell'episodio "Senso patriottico", come uno dei rinforzi inviato ad aiutare Freccia Verde.
- In The League of Extraordinary Gentlemen: Black Dossier, si menzionò che Crimson Avenger, nel corso dell'autoesilio dei due dalla Gran Bretagna, conobbe Allan Quatermain e Mina Murray durante gli anni del governo Socing.